# Chloroclystis subitata
Chloroclystis subitata är en fjärilsart som beskrevs av Walker 1862. Chloroclystis subitata ingår i släktet Chloroclystis och familjen mätare. Inga underarter finns listade i Catalogue of Life.